# 狗沙仔
狗沙仔，為台灣澎湖縣望安鄉的一個島嶼，面積約0.1112平方公里，是澎湖望安島和將軍澳嶼周圍第二大的無人島（僅次於與該島對望的金瓜仔礁）。島嶼位於將軍澳嶼北方500公尺處。最高處約高12公尺。